# 京極高寛
京極 高寛（きょうごく たかのり）は、但馬国豊岡藩の第4代藩主。豊岡藩京極家6代。

## 略歴
享保2年（1717年）10月5日、第3代藩主・京極高栄の長男として豊岡で生まれる。母が側室であったため、父よりはじめ黒田姓を名乗らせられ、別家を継ぐこととなるはずであったが、享保6年（1721年）に京極姓に復して世嗣に指名された。同年の父の死去により家督を継いだ。
しかし、享保11年（1726年）9月12日に死去した。享年10。継嗣がなかったため、豊岡藩京極家は一時的に改易されたが、減知の上で弟の高永に再興が許された。